# Gustavo Olguín
Gustavo Olguín Mancilla (Santa Cruz de la Sierra, Bolivia; 13 de noviembre de 1994) es un futbolista boliviano que juega en la posición de defensa y su equipo actual es Guabirá de la Primera División de Bolivia.

## Trayectoria
En 2017 fue cedido Always Ready.

## Clubes
| Club               | País    | Año               |
| ------------------ | ------- | ----------------- |
| Oriente Petrolero  | Bolivia | 2012-2015         |
| Petrolero          | Bolivia | 2015              |
| Oriente Petrolero  | Bolivia | 2015-2017         |
| Always Ready       | Bolivia | 2017              |
| Oriente Petrolero  | Bolivia | 2017 - 2020       |
| Atlético Palmaflor | Bolivia | 2021              |
| Real Tomayapo      | Bolivia | 2022              |
| San Antonio        | Bolivia | 2024              |
| Guabirá            | Bolivia | 2025 - Actualidad |